# Código internacional de navegação marítima

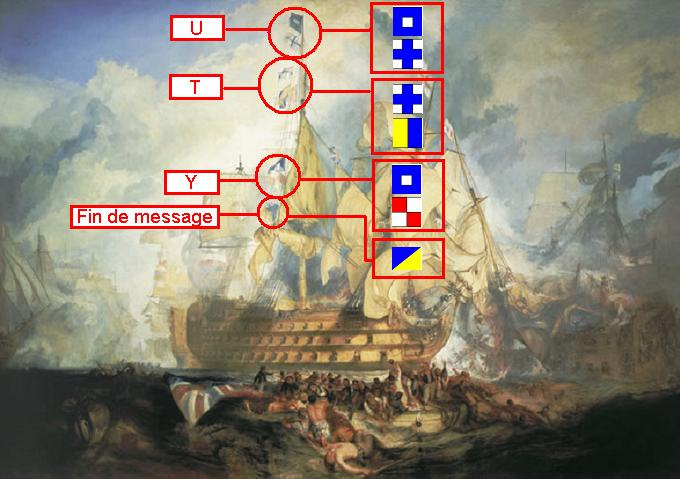
Comunicação naval

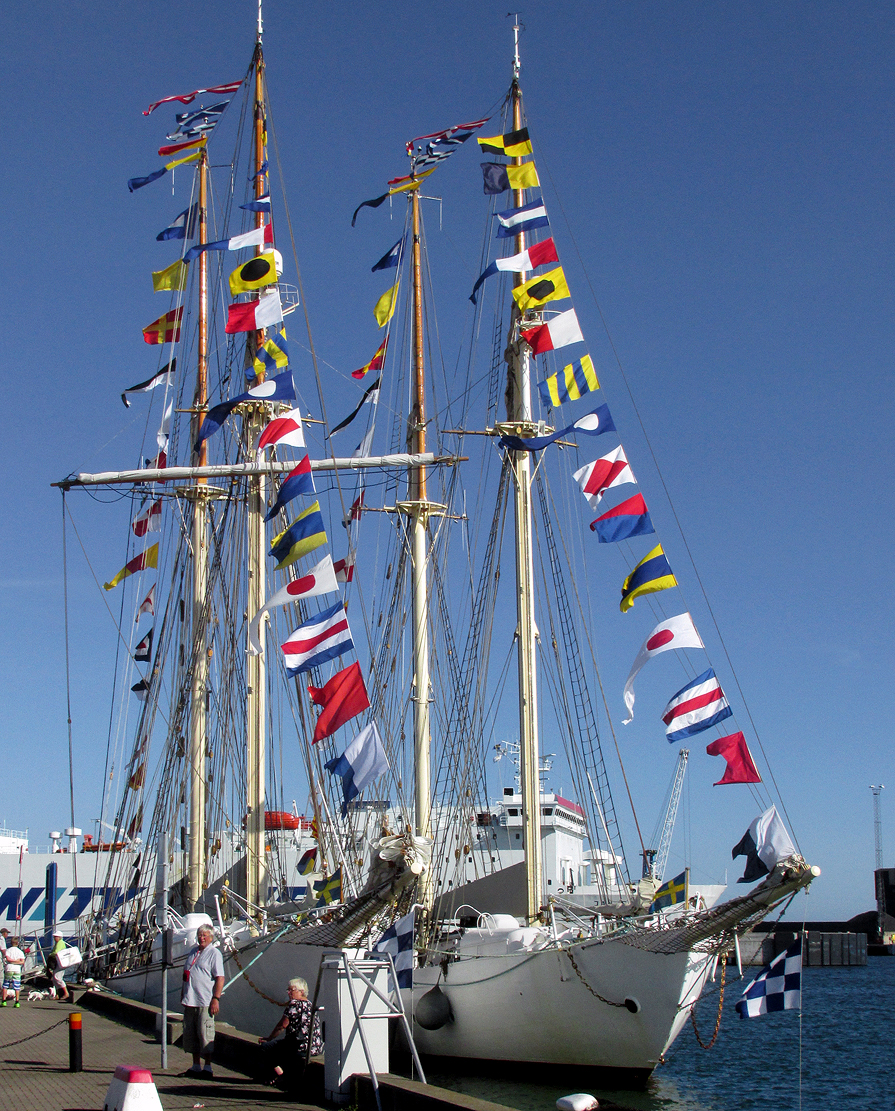
Dois navios com bandeiras de sinalização

O código internacional de sinais (CIS) utilizado pela navegação marítima serve de comunicação entre dois ou mais navios, podendo ser representado por código NATO, código Morse ou um conjunto de bandeiras.
"O objetivo do Código Internacional de Sinais (CIS) é prover meios e significados de comunicação essencialmente relacionados a segurança de navegação e de pessoas, especialmente quando há barreiras e dificuldades entre idiomas distintos."

## Letras e bandeiras
| Letra | Código NATO |
| ----- | ----------- |
| A     | Alfa        |
| B     | Bravo       |
| C     | Charlie     |
| D     | Delta       |
| E     | Echo        |
| F     | Foxtrot     |
| G     | Golf        |
| H     | Hotel       |
| I     | India       |
| J     | Juliet      |
| K     | Kilo        |
| L     | Lima        |
| M     | Mike        |
| N     | November    |
| O     | Oscar       |
| P     | Papa        |
| Q     | Quebec      |
| R     | Romeo       |
| S     | Sierra      |
| T     | Tango       |
| U     | Uniform     |
| V     | Victor      |
| W     | Whiskey     |
| X     | Xray        |
| Y     | Yankee      |
| Z     | Zulu        |

## Combinações
As letras poderão ser combinadas adquirindo outros significados. Exemplo de alguns sinais de duas letras e seu significado:
AC - Estou a abandonar o meu navio
AN - Preciso de um médico
AM - Preciso de um médico
BR - Necessito de um helicóptero
CD - Peço assistência imediata
DV - Estou à deriva
EF - O SOS/MAYDAY encontra-se cancelado
FA - Pode fornecer-me a minha posição?
GW - Homem ao mar. Execute a sua recolha
JL - Corre o risco de encalhar
NC - Estou em perigo e peço assistência imediata
PD - As suas luzes de navegação não são visíveis
PP - Mantenha-se bastante afastado de mim
QD - Estou a deslocar-me para vante
QT - Estou a deslocar-me para ré
QU - Fundear não é permitido
QX - Solicito autorização para fundear
RU - Mantenha-se afastado de mim. Estou a manobrar com dificuldade
SO - Deve parar o seu navio imediatamente
UM - O porto está fechado ao tráfego marítimo
UP - Solicito autorização para entrar o porto com urgência. Encontro-me em dificuldades
YU - Vou comunicar com a sua estação através do Código Internacional de Sinais
ZL - O seu sinal foi recebido mas não compreendido